# Steaua și biciul
Steaua și biciul (titlu original Whipping Star) este un roman științifico-fantastic de Frank Herbert publicat prima oară în 1970. Este primul roman din seria Universul ConSentiency (ciclul Sabotorilor) care a început cu povestirea The Tactful Saboteur. În română a fost publicat în anul 1994 la Editura Loreley.
În acest roman avem de-a face cu o poveste canalizată pe ideea comunicării între ființe deosebite. Pe această structură centrală se țese plasa jocurilor de interese și a facilităților generate de capacitățile Calebanilor (ființe inteligente ale căror forme de manifestare în Universul nostru o reprezintă... Stelele). Aceste entități înlesnesc deplasarea instantanee între puncte spațio-temporale despărțite de distanțe uriașe.
Comunitatea tuturor speciilor co-simțitoare din Univers se vede brusc amenințată cu extincția. Jorj X. McKie, un Sabotor Extraordinar în BuSab, depune toate eforturile pentru a salva viața calebanei Fanny Mae care ar fi târât în neant (discontinuitatea finală) odată cu ea, pe toți aceia care au folosit Tunelurile pentru deplasare. Între ei va lua naștere un tip de afecțiune care va birui dificultățile de limbaj, lucru întâlnit și în continuare, în romanul Experimentul Dosadi din 1977. (Experimentul Dosadi a apărut în română în 1993 la Editura Baricada)